# 鄒忌
鄒 忌（すう き、生没年不詳）は、中国戦国時代に田斉に仕えた政治家。威王・宣王に仕えて宰相として辣腕を振るった。琴の名人として知られ、初めは宮廷で威王に琴を教えていた。美男子でも有名である。
注 - 『史記田敬仲完世家』（田氏に乗っ取られた後の斉についての記述）には騶忌（馬偏に芻）となっているが、『史記』六国年表などでは鄒忌になっている。この記事中では鄒忌で統一する。

## 威王に琴を用いて政を語る
鄒忌が初めて登場するのが、紀元前380年に秦と魏に韓が攻められ、斉に韓から救援要請が来たときに、田斉の桓公（五覇の桓公ではない）が家臣たちに救援すべきかどうかを尋ねたときである。この時に鄒忌は助けない方が良いと言ったが、他の家臣の進言により、結局助けることになった。
鄒忌は身長八尺の大男で、その容姿はじつに美しかった。同時代の陰陽家の騶衍・騶奭と合わせて三騶子と称されていたと言うが、鄒忌が思想活動を行っていたか、陰陽家であったかは判らない。その前歴も明らかではないが、鄒の氏はかつて存在した鄒と言う小国の末裔が名乗っていたという。あるいは越王勾践の子孫もそう名乗っていたともいう。
鄒忌は琴の名手として威王に謁見し、琴の音で政治を語ったという。それに感服した威王は三ヵ月後に鄒忌を宰相に任命した。

## 政敵、田忌を出奔させる
その後、鄒忌は下邳に封ぜられて成侯と名乗る。
紀元前356年、魏が趙の都の邯鄲を包囲し、斉へ救援要請が来た。これに対して鄒忌は助けない方が良いと言上したが、威王は他の家臣の進めにしたがって将軍・田忌に兵を預けて出兵させた。田忌の下には孫臏がおり、魏に大勝した。
鄒忌と田忌とは、互いに嫌いあっていた。そこに公孫閈という人物が鄒忌に対して、「侯におかれては、どうして王（威王）のために魏を伐つことを計略なさらないのですか。戦に勝てば侯の功績となり、負けたり、進撃もせず討ち死にしなくても、田忌を誅すことはできましょう」と説いた。
鄒忌はこの策を受け入れて威王に説き、威王もこれを受け入れて、田忌に魏を討たせた。田忌は三度魏と戦い、三度とも勝利した。鄒忌は、そのことを公孫閈に告げた。
公孫閈は次の手として、使いに黄金十金を持たせ市中の占い師にこう占わせた。使いは、「私は田忌の家のものだが、主人が申されるに『わしは、三度戦って三度勝ち、名声は天下万民を轟かせた。ついては大事（反乱）を決行したいと思うが、吉か凶か』と』」
占いをしに行った使いを、すぐに出てきたところを即逮捕した。使いと占い師にことのあらましを威王の前で証言させた。身の危険を感じた田忌は楚へと出奔した。（田忌視点のこの逸話は田忌の項を参照。）

## 美男鄒忌
鄒忌は自らの美貌を誇る事も強く、朝廷出仕の正装をし、冠を戴き、鏡を覗きながら、妻に、「私と城北の徐公とでは、どちらが美しいと思うか」と聞くと、妻は、「あなたはずば抜けた美男子。どうして徐公が、あなたにかないましょうか」とこたえた。城北の徐公も、斉国内では美男子と評判だった。
鄒忌は、妻の答えが信じられず、また同じことを妾に問うと、「徐公がどうしてあなたにかないましょう」と答えた。翌朝、客人が来たので、また同じことを聞くと、「君の美しさには、徐公もかないません」と客人はこたえた。その翌日には、徐公本人がやって来た。じっとみて「かなわないのではないか」と鄒忌は思い、こっそり鏡を覗きたしかめてみると、遠く及ばないと知った。夜寝床に付き、何故みんな嘘を言ったのか、考えた。「妻はえこひいきしたのであり、妾は私を恐れたのであり、客は私になにかもとめることがあったに違いない」と思い当たった。
そこで、朝廷に出仕して、威王に拝謁して、先日のあらましを述べて、このように結んだ。
「今、斉は大国となりましたが、後宮の侍女たちも、お側の方々も、王さまにえこひいきしない者はなく、朝廷の臣では王さまを恐れない者なく、領内の者では王さまに求めるものの無い者はございません。以上のことから愚考しますに、王さまの目はひどくふさがれておいでです」
威王は、すぐに納得し、「群臣吏員で、私の過ちを面と向かって非難できた者には上賞を、書面で非難できた者には中賞を、市場や朝廷で非難して、それを私の耳に入れることができた者には下賞を授けよう」という内容の政令を国中に発布した。政令が下った当初、人々は続々諫言を進め、宮門前の広場は人々でごった返したが、数ヵ月後には間をおいて諫言を進めるようになり、一年後には諫言を進めようにもその余地が無くなってしまった。燕・趙・韓・魏はこれ聞いて懼れ、みな斉に朝貢した。

## 一子の孝有るは、五子の孝有るに如かず
鄒忌が宣王に仕えてから、推薦して仕官させる者が多かった。宣王は、鄒忌が朝廷内で力をもとうとしているのだと思いこころよくなかった。一方、晏首は高い地位にいるのに推薦者が少なく、宣王はこころよかった。
すると鄒忌は、「私の聞くところでは、『一人の孝子をもつのは、五人の孝子をもつことには及ばない』と申します。ところで、晏首が推薦した者は何人おりましょうか」と言った。この後、宣王は晏首が仕官の道をふさいでいるのだと思うようになった。

## 鄒忌を題材にした作品
- 漫画
  - 星野浩字『臏 〜孫子異伝〜』集英社スーパージャンプ、2008年～。
この漫画では、鄒忌は美男子ではなく、頬はこけてげっそりとやせ細っており、鼻が非常に長い。また、作中では名宰相としては扱われず、むしろの佞臣のような扱いを受けている。